# Marco Meoni
Pour les articles homonymes, voir Meoni.
Marco Meoni, né le 25 mai 1973 à Padoue en Italie, est un joueur de volley-ball italien . Il mesure 1,96 m et joue passeur. Il totalise 235 sélections[Quand ?] en équipe nationale d'Italie.*

## Clubs
| Club        | Pays   | De        | À         |
| ----------- | ------ | --------- | --------- |
| Padoue      | Italie | 1994-1995 | 1994-1995 |
| Montichiari | Italie | 1995-1996 | 1998-1999 |
| Macerata    | Italie | 1999-2000 | 1999-2000 |
| Parme       | Italie | 2003-2004 | 2003-2004 |
| Padoue      | Italie | 2004-2005 | 2004-2005 |
| Trente      | Italie | 2005-2006 | …         |

## Palmarès
- En club
  - Coupe d'Italie : 2001, 2003
  - Ligue des champions : 2002
  - Coupe de la CEV : 1994, 2001

- En équipe nationale du Brésil
  - Championnat du monde : 1998
  - Ligue mondiale : 1995, 1997, 1999, 2000
  - Championnat d'Europe : 1995, 1999, 2003